# Cyrtochilum lapacense
Cyrtochilum lapacense är en orkidéart som först beskrevs av Roberto Vásquez och Stig Dalström, och fick sitt nu gällande namn av Stig Dalström. Cyrtochilum lapacense ingår i släktet Cyrtochilum, och familjen orkidéer.
Artens utbredningsområde är Bolivia. Inga underarter finns listade i Catalogue of Life.